# Blake (förnamn)

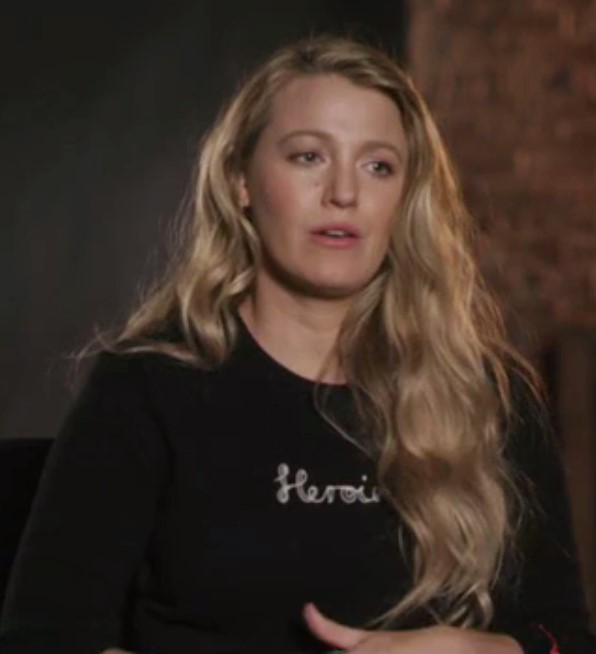
Blake Lively, 2020.

Blake är ett könsneutralt förnamn ursprungligen från efternamnet Blake. Från början ett manligt förnamn men sedan Blake Livelys framträdande i TV-serien Gossip Girl är det även ett vanligare kvinnonamn.

## Personer med Blake som förnamn
- Blake Clark, amerikansk skådespelare och komiker
- Blake Edwards, amerikansk filmregissör
- Blake Griffin, amerikansk basketspelare
- Blake Lively, amerikansk skådespelerska
- Blake Shelton, amerikansk countrymusiker
- Blake Wheeler, amerikansk ishockeyspelare